# ولایت ایزومی

نقشه ژاپن در سال (سال ۱۸۶۸). این ولایت با رنگ تیره مشخص شده است.

ولایت ایزومی (به ژاپنی: 和泉国 Izumi no kuni) یکی از ولایت‌ها در تقسیم‌بندی کشوری قدیم ژاپن بود. این منطقه امروزه بخش جنوب غربی استان اوساکا را تشکیل می دهد.